# Estação Ferroviária de Mora

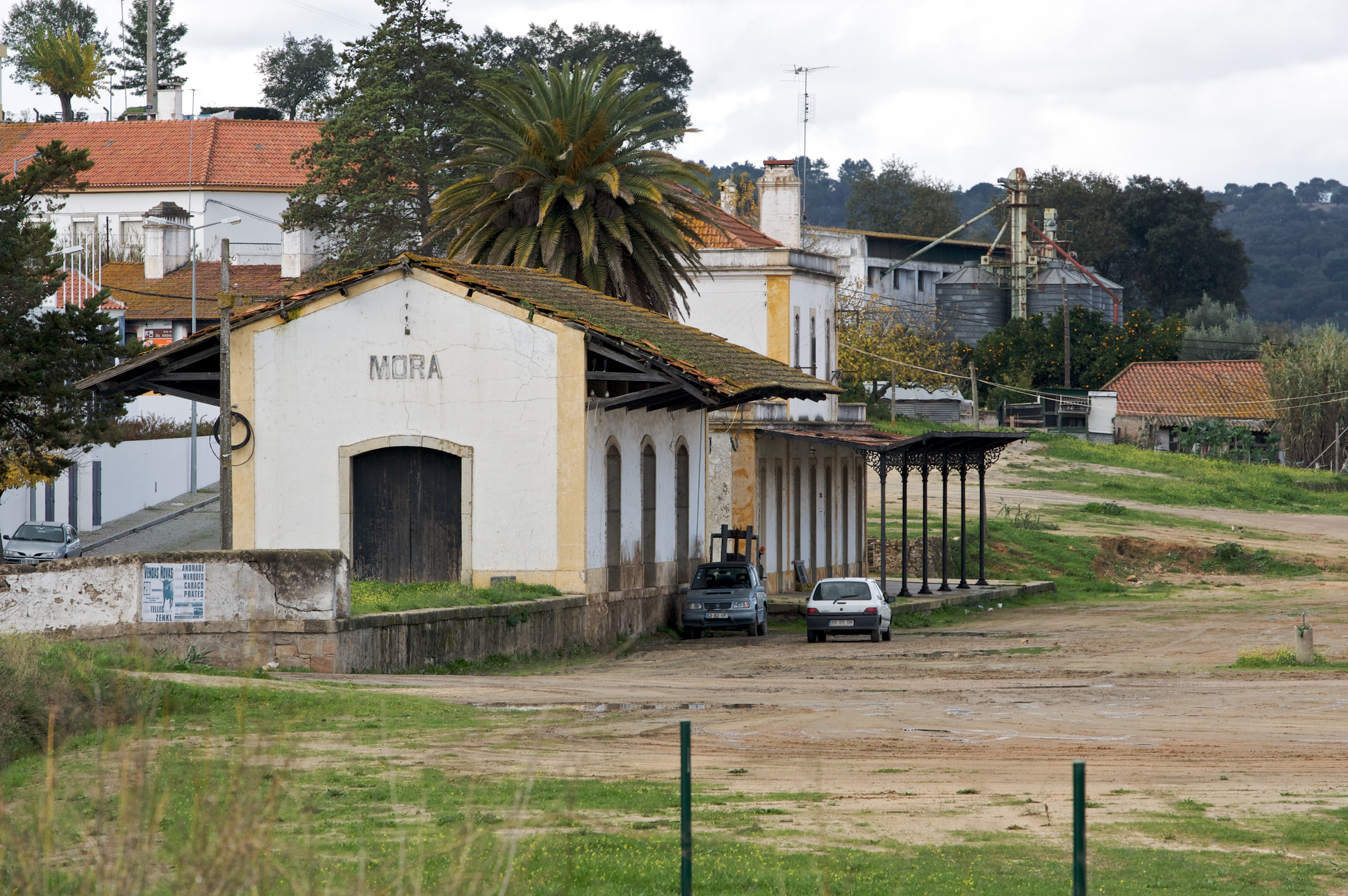
Antigas instalações da Estação de Mora, em 2009

A Estação Ferroviária de Mora, originalmente denominada Móra, foi a interface terminal do encerrado Ramal de Mora, que servia a localidade de Mora, no distrito de Évora, em Portugal.

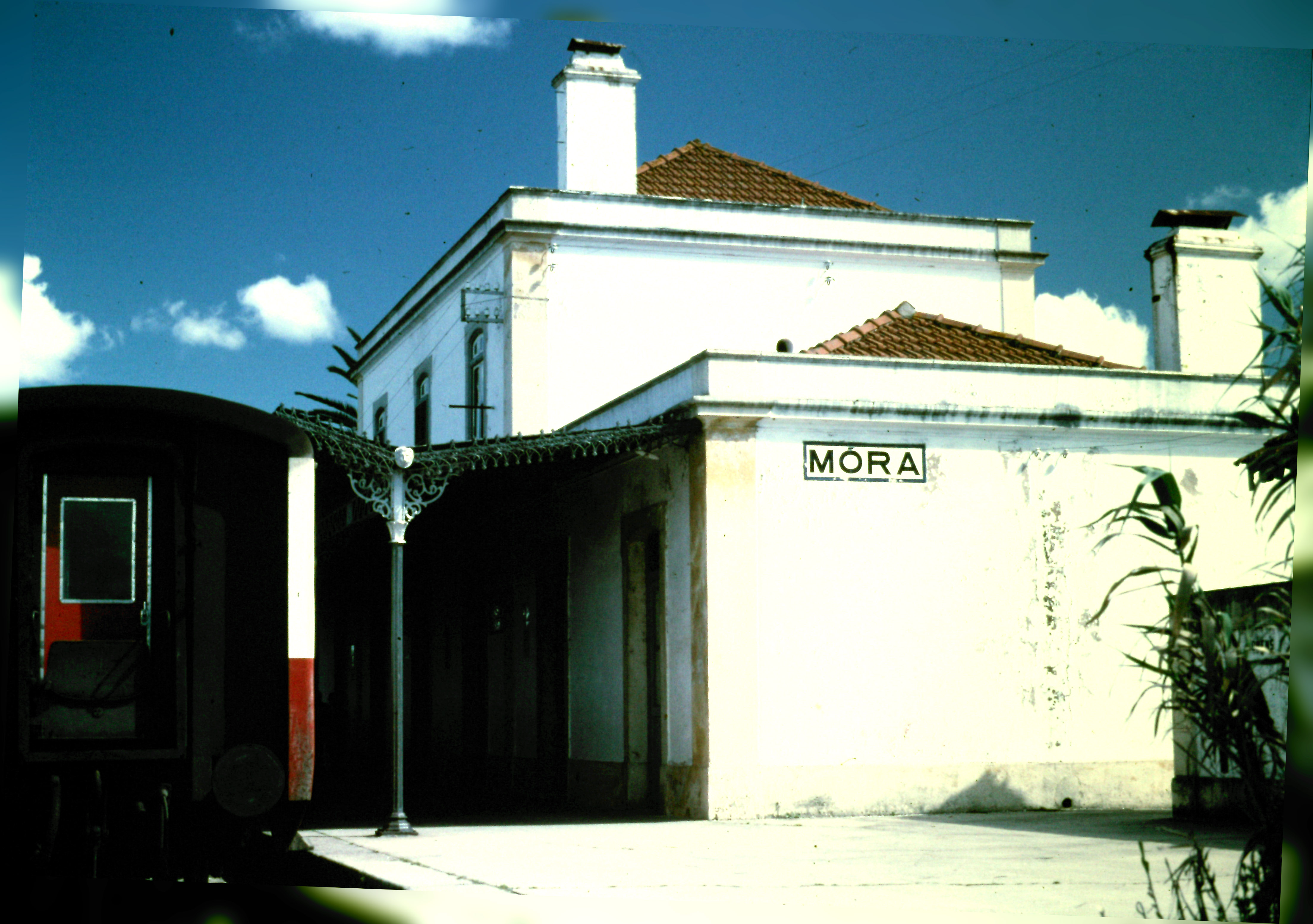
Comboio de passageiros na estação de Mora, em 1986

## História
Uma das primeiras propostas para a construção de um caminho de ferro passando por Mora foi a chamada Linha do Sorraia, de via estreita, que ligaria Estremoz a Coruche.
O troço do Ramal de Mora entre Pavia e Mora foi aberto à exploração em 11 de Julho de 1908. Inicialmente, estava planeado que esta linha férrea fosse prolongada além de Mora, terminando em Ponte de Sor.
Após a Implantação da República, a autarquia da Chamusca juntou-se à Comissão Paroquial de Montargil e ao município de Mora para pedir ao governo que a futura linha até Mora fosse prolongada até ao Entroncamento ou Abrantes, passando pela Chamusca. O jornalista José da Guerra Maio também defendeu a continuação até ao Entroncamento, alegando que iria valorizar o ramal de Mora, e melhorar as ligações entre a cidade de Évora e o Alentejo com as regiões Norte e região Oeste do país, principalmente o centro religioso de Fátima.
Nos horários de Julho de 1913, esta interface surgia com a grafia "Móra", sendo utilizada pelos comboios entre Évora e Mora.

Em 1934, a Comissão Administrativa do Fundo Especial de Caminhos de Ferro aprovou a construção de um aqueduto na estação de Mora, para substituir uma vala, no valor de 6.358$00 escudos.